# (5594) Jimmiller
(5594) Jimmiller (1991 NK1) – planetoida z pasa głównego asteroid okrążająca Słońce w ciągu 5,64 lat w średniej odległości 3,17 j.a. Odkryta 12 lipca 1991 roku.